# 607 v. Chr.
Portal Geschichte | Portal Biografien | Aktuelle Ereignisse | Jahreskalender | Tagesartikel

◄ |
8. Jahrhundert v. Chr. |
7. Jahrhundert v. Chr. |
6. Jahrhundert v. Chr. |
►

◄ | 620er v. Chr. | 610er v. Chr. | 600er v. Chr. | 590er v. Chr. |
580er v. Chr. |
►

◄◄ | ◄ | 610 v. Chr. | 609 v. Chr. | 608 v. Chr. | 607 v. Chr. |
606 v. Chr. |
605 v. Chr. |
604 v. Chr. |
► |
►►

## Ereignisse

### Wissenschaft und Technik
- Im babylonischen Kalender fällt das babylonische Neujahr des 1. Nisannu auf den 27.–28. März[1]; der Vollmond im Nisannu auf den 11.–12. April[1] und der 1. Tašritu auf den 21.–22. September.[1]